# Guerra polaco-otomana (1633-1634)
La guerra polaco-otomana de 1633-1634 se refiere a uno de los muchos conflictos militares que enfrentaron a la Corona del Reino de Polonia y el Gran Ducado de Lituania (Mancomunidad de Polonia-Lituania), con el Imperio otomano y sus estados vasallos. Se produjo mientras la Mancomunidad también combatía en la breve Guerra de Smolensk (1633-1634) contra el Zarato ruso. La guerra apenas tuvo más que una batalla y pese a que amenazó en convertirse en un enfrentamiento general con los otomanos, se saldó con una mediación diplomática en la que el sultán Murad IV achacó los hechos a una acción personal de Mehmed Abazy, que entonces  era el gobernador de la provincia otomana de Sylistria (la actual Bulgaria).

## Contexto
En 1632, Segismundo III Vasa, rey de Polonia y gran duque de Lituania, murió. Aunque la Szlachta —nobleza de la Mancomunidad— escogió rápidamente a su hijo Vladislao IV Vasa para sucederle, las potencias vecinas, que esperaban retrasos en el proceso electoral, pusieron a prueba la aparente debilidad de la Mancomunidad. El rey sueco Gustavo II Adolfo envió al Zarato ruso y al Imperio otomano una propuesta de alianza para declararle la guerra a la Mancomunidad.
Esa guerra era contemporánea de la guerra de los Treinta Años que se libraba en el resto de Europa y en la que participaba Suecia. El ataque a Polonia-Lituania evitaría que el ejército sueco destacado en Alemania tuviera que enfrentar un nuevo frente si la Mancomunidad se incorporase a la coalición católica encabezada por los Habsburgo, a los que se les permitía reclutar voluntarios en Polonia. Sin embargo, la muerte del rey sueco en 1632 impidió que los planes para la posible alianza entre su país y Rusia fructificasen, pues el canciller y regente de la reina Cristina, Axel Oxenstierna, no recibió a la embajada rusa que acudió a Estocolmo hasta marzo de 1633.
La Mancomunidad no estaba preparada para la guerra: en 1631 el ejército real contaba con apenas tres mil soldados. Enterados de que Rusia estaba preparándose para la guerra, en la primavera de 1632 el Sejm —el Parlamento polaco-lituano— incrementó el tamaño del ejército reclutando cuatro mil hombres más. Por su parte, Adam Kisiel y el gran hetman del Reino Stanislaw Koniecpolski se reunieron con el consejo de cosacos, del que obtuvieron una promesa de ayuda de los cosacos zaporogos, que llegarían en agosto de 1633.
El Zarato ruso, que se había recuperado algo del Período Tumultuoso, creyendo que la Mancomunidad se hallaría debilitada por el fallecimiento de su rey, atacó unilateralmente, sin esperar a suecos y otomanos, dando inicio la breve Guerra de Smolensk (1633-1634). El objetivo de Rusia era adueñarse de Smolensk, que había cedido a la Mancomunidad en 1615 en la Paz de Deúlino que había puesto fin a la guerra polaco-rusa de 1605-1618.
Para poder reclutar un ejército para la guerra, el Zarato tuvo que reducir de modo importante los regimientos y los efectivos de las guarniciones de las ciudades situadas en las fronteras del sur. Los kanes de Crimea no tardaron en aprovechar esta situación para emprender una campaña en la que participaron veinte mil tártaros que devastaron los uyezd de Mtsensk, Novosil, Oriol, Karáchev, Livny y Yeléts.
En ese momento, Mehmed Abazy era el gobernador de la provincia otomana de Sylistria (Silistra, hoy en Bulgaria). Abazy movilizó a sus tropas y contó como refuerzos con sus estados vasallos del principado de Moldavia y del principado de Valaquia y con los tártaros de Nogai (de la Horda de Budjak). Abazy era ambicioso y posiblemente actuó sin el conocimiento del sultán o del gran visir, ya que en ese momento el Imperio otomano estaba profundamente involucrado en una guerra contra los safávídas (1623-1639). El sultán Murad IV alegó más adelante que ignoraba las acciones de Abazy, pero es posible que hubiera aceptado en secreto la arriesgada campaña contra la entonces poderosa Mancomunidad.

## 1633

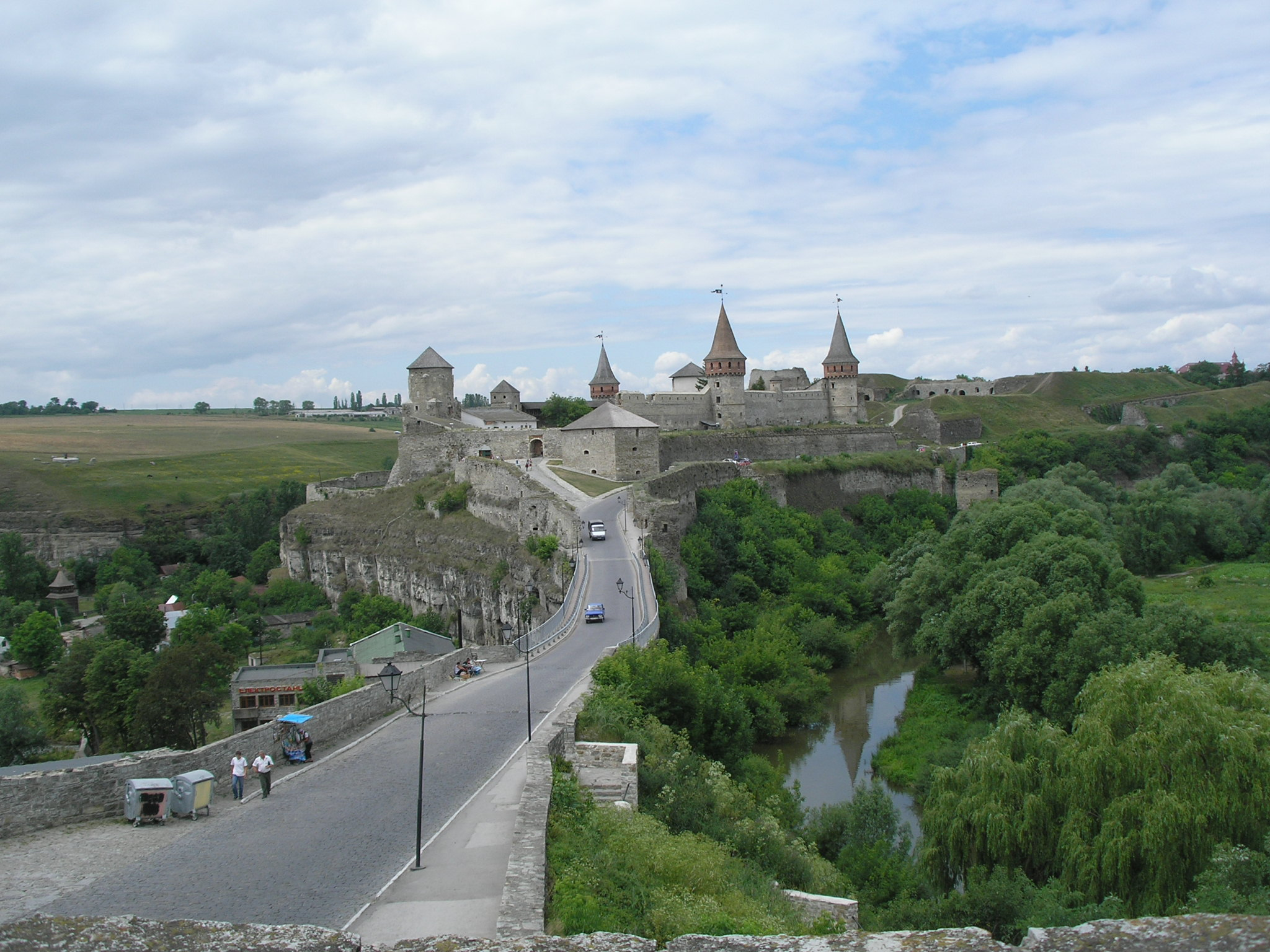
Ciudad de Kamienic Podolski con vista a sus campos.

Alrededor del 29 de junio de 1633, un fuerte grupo tártaro de la Horda de Budjak (una fuerza de unos 1000 guerreros) pilleó el área cerca de la ciudad de Kamieniec Podolski. Cuando la incursión terminó, los tártaros regresaron a Moldavia con su botín y jasyr. Mientras tanto, el comandante de la Mancomunidad, el hetman Stanisław Koniecpolski, que estaba en la ciudad de Bar, se desplazó inmediatamente en su busca con 2000 caballeros cuando le llegaron las noticias. El hetman cruzó el río Dniester y entró en el territorio del principado de Moldavia, entonces un estado vasallo de los otomanos, que había sido el teatro de la anterior guerra de la Mancomunidad y de los otomanos unas pocas décadas antes (las Guerras de los Magnates de Moldavia). El grupo tártaro probablemente pensaba que ya estaba a salvo y disminuyó su velocidad, lo que permitió que el hetman los atrapara el 4 de julio cerca de Sasowy Róg en el río Prut. Varias docenas de tártaros fueron asesinados y capturados, y el resto se dispersaron. Entre los cautivos se encontraban varios tártaros de alto rango y el yerno del khan Temir (Kantymir, jefe de la Horda de Budjak, un conocido y feroz líder de la Horda de Nogái). La mayor parte del botín que habían conseguido, todos los cautivos, vacas y caballos fueron recuperados.
Koniecpolski, que tenía una extensa red de espías en la región y que era responsable de gran parte de la política exterior de la Mancomunidadallí, probablemente sabía sobre los planes de Abazy en ese momento. Regresó a la orilla izquierda del Dniestr, comenzó la construcción de un campamento fortificado cerca de Kamieniec Podolski (una ciudad importante y una plaza fuerte en la región de Podolia) y pidió el refuerzo de unas 3.000 tropas regulares a su disposición: cosacos y tropas privadas de magnates (llegaron unos 8000 hombres). Abazy comenzó su marcha en la segunda quincena de septiembre con tropas otomanas de su provincia, tropas vasallas y entre 5000−10 000 tártaros, incluyendo casi toda la Horda Budjak dirigida por Kantymir. A mediados de octubre estaba cerca de Chocim (Khotyn) y se enteró de los preparativos de Koniecpolski. Abazy comenzó las negociaciones, probablemente deseando superar a Koniecpolski por diplomacia. Es posible que recibiera noticias sobre la creciente insatisfacción del sultán y que decidiera apresurar sus planes. Abazy cruzó el Dniestr aproximadamente el 20 de octubre. Kantymir comenzó sus ataques el 20 de octubre y continuó durante el día siguiente. El 22 de octubre, Abazy atacó con todas sus fuerzas, pero fue rechazado con grandes pérdidas y ordenó una retirada, sin que se sepa si fue porque recibió órdenes de Constantinopla (Estambul), o porque no creyara que pudiera derrotar a Koniecpolski o por haber escuchado las falsas noticias de que había más refuerzos cosacos para ayudar a Koniecpolski. 

## 1634
El año siguiente estuvo cerca de desatarse una guerra completa con el Imperio otomano (según una fuente, el sultán habría creado un gran ejército, según otras, estuvo cerca de su creación), sin embargo, el sultán sufrió otro fracaso: su vasallo, el khan de Crimea Canibek II (Janibek, Dzhanibek), había decidido atacar a Moscovia. Las tropas moscovitas luchaban contra las tropas polacas, la Ucrania polaca estaba reforzada por los cosacos y las tropas de Koniecpolski y, además, muchas veces los propios tártaros se ofrecían a la Mancomunidad para atacar a Moscovia a cambio de "regalos" (o se les enviaba "regalos" para hacerlo). Unos 20.000 efectivos del ejército tártaro atacaron a Moscovia en 1632, probablemente más fuerzas lo hicieron en 1633 y los ataques continuaron en 1634 (y hasta 1637). En junio de 1634, los tártaros operaban en el área de Kursk (Orel) y Mtsensk. Un año más tarde atacaron la Horda Nogai Menor y la Horda Azov. En 1636 los tártaros de Crimea atacaron nuevamente y la Gran Horda de Nogái cambió su lealtad a Crimea. Las defensas del sur fueron destruidas, el país quedó despoblado (el número de cautivos jasyr vendidos en Crimea se estima en 10.000). Los historiadores rusos acusan a los polacos de haber coordinado sus ataques con los de los tártaros.
Mientras tanto, en la primavera de 1634, los rusos ya habían perdido Smolensk y se hallaban amenazados por las incursiones tártaras que saqueaban el sur de Rusia. El patriarca Filareto había muerto el año anterior, y sin él, el fervor por la guerra disminuyó. Incluso antes de acabar 1633, el zar Miguel ya sopesaba cuál era la mejor manera de poner fin al conflicto. Por su parte, el rey  Vladislao IV, que había sido anteriormente elegido zar de Rusia y tenía la posibilidad legal de presentar una reclamación al trono ruso, quería continuar la guerra o, dado que el plazo de paz del Tratado de Altmark polaco-sueco estaba a punto de expirar, aliarse con los rusos contra Suecia. Sin embargo, el Sejm quería terminar con la contienda. Como escribió Stanisław Łubieński, obispo de Płock, dos semanas antes de la rendición de Shéin: «Nuestra felicidad se halla en permanecer dentro de nuestras fronteras, garantizando la salud y el bienestar». Al no estar ninguno de los bandos interesado en continuar la guerra, se entablaron negociaciones, no para firmar un armisticio, sino para establecer «la paz eterna».
Las conversaciones comenzaron el 30 de abril de 1634, y el tratado de paz de Poliánovka (o Polanówko, en polaco: pokój polanowski) se firmó el 14 de junio, lo que puso fin a las hostilidades. El documento pactado confirmaba el statu quo ante bellum, que incluía el compromiso ruso de pagar una gran reparación de guerra (veinte mil rublos en oro), la renuncia de Ladislao a su reclamación del trono ruso. Algunos historiadores sostienen que desde la perspectiva rusa parece que la renuncia de Ladislao era más importante, en términos del aumento de la estabilidad interna, que la pérdida del territorio fronterizo en disputa. A pesar de no vencer militarmente, los rusos habían conseguido un triunfo diplomático.
Después de sellar la paz con los rusos, Władysław con algunas de sus tropas, ya podía ocuparse del sur de la actual Ucrania. En septiembre de 1634, cerca de 29 000 soldados de la Mancomunidad se concentraron cerca de Kamieniec Podolski. Tropas regulares ampliadas de Koniecpolski (6500 incluyendo infantería wybraniecka), 5500 infantería y dragones que llegaron con el rey desde Smolensk, tropas privadas de los magnates y mercenarios contratados por las provincias. La Mancomunidad estaba haciendo preparativos para la guerra, la campaña de Smoleńsk había demostrado que el programa de reforma de la infantería polaca había tenido éxito, y se introdujeron nuevas reformas en la artillería que dieron lugar a la creación de nuevos centros de fabricación de cañones y, además, pudieron movilizar a los cosacos.
Así que toda la situación había cambiado drásticamente: en lugar de abrir un segundo frente y de atacar un frente blando de combatientes desesperados de la Mancomunidad, el sultán otomano tendría que enfrentarse a todo el poder de un rey victorioso. Para explicar los "malentendidos" del año anterior, el sultán envió a su enviado el aga (agha) Chavush Shaheen a Varsovia, culpó a Abazy y prometió castigarlo. Abazy trató de ocultar o cubrir sus fallos enviando al sultán ricos regalos, aunque fue llamado a Estambul y le ofrecieron una cuerda de seda (condenado a muerte).
El tratado de paz se amplió y el sultán prometió desplazar a la Horda de Budjak, pero nunca lo hizo. Además, Abazy fue "relevado" y el nuevo gobernador de Silistria recibió órdenes de no dar lugar a ningún malentendido. En 1635, Murad IV comenzó una guerra con Persia, conquistó Azerbaiyán, ocupó Tabriz y capturó Bagdad en 1638.